# 전산병
전산병(電算兵)은 병과의 한가지이며, 군부대(軍) 내에서 컴퓨터를 포함한 여러 전자기기, 서버, 네트워크 등을 운용/정비하여 관리하는 군인이다.

## 주요 임무

### 전자기기
전자기기에 관련된 거의 모든 작업을 수행한다.
- 컴퓨터
- 마우스
- 키보드
- 스피커
- 모니터
- 웹카메라
- 프린터
- USB
- CD-ROM
- 화상회의 장비

## 세분화된 업무내용

### 전술체계
컴퓨터와 유·무선 통신을 통해 군의 모든 전력을 유기적으로 통합하여 작전을 지휘·통제하는 시스템을 가리킨다.

### 장비 관리
여기에서 말하는 장비란, 매 년마다 외부 사업자를 통해 입고되는 데스크탑, 노트북, 프린터, 프린터 잉크 등을 의미한다.
특히 이 장비들은 가격이 비싸고. 입고되는 수량이 많기 때문에 별도의 담당 병사를 배치한다.
평상시 업무는 전산장비 유지보수(A/S)이다. 주로 컴퓨터 운영체제(OS)를 포맷하고, 고장난 부품이 생겼을 때 호환되는 부품이 있으면 교체를 한다.

### 네트워크
군대 내부에서는 인트라넷과 인터넷 외에도 여러 망(네트워크)들을 운용한다.

그래서 사단급 부대의 전산실만 봐도 10개 이상의 이더넷 허브와 서버가 가득한 모습을 볼 수 있는데, 이러한 망들을 관리, 보수, 추가하기 위해서 별도의 담당 병사를 배치한다.

### 서버
서버 관리는 군대에서 매우 중요하다.

서버는 매우 민감하기 때문에 서버 담당 전산병들은 주기적으로 비밀번호를 변경하고, 백업한다.

## 같이 보기
- 병과